# Protosuberites durus
Protosuberites durus är en svampdjursart som först beskrevs av Stephens 1915.  Protosuberites durus ingår i släktet Protosuberites och familjen Suberitidae. Inga underarter finns listade i Catalogue of Life.